# Chuyên viên hóa trang

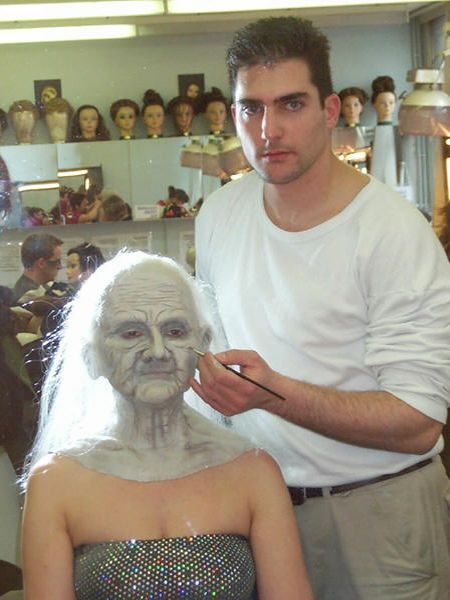
Các kỹ thuật hóa trang bằng hiệu ứng đặc biệt

Chuyên viên hóa trang hay thợ hóa trang là người có chuyên môn thay đổi hình tượng của các diễn viên kịch, diễn viên điện ảnh, truyền hình hay diễn viên xiếc, v.v... sao cho phù hợp với những vai diễn tương ứng. Có một số loại hóa trang và kỹ thuật để áp dụng nó, giúp phân biệt công việc của một chuyên viên hóa trang với công việc của một thợ làm tóc và trang điểm. Chuyên viên hóa trang sử dụng những đặc thù của nghệ thuật sân khấu kịch và điện ảnh, bởi công việc mà họ thực hiện có mối liên hệ chặt chẽ với những kỹ thuật khác trong các lĩnh vực này, ví dụ như kỹ thuật ánh sáng.
Công việc của một chuyên viên hóa trang thường không giới hạn trong mỗi việc hóa trang. Ví dụ, ngoài công việc chính của mình, họ còn có thể chế tạo (may) râu, ria mép, tóc giả và các sản phẩm tóc khác.
Việc học nghề hóa trang thường được đào tạo trong các Viện sân khấu và các trường Đại học về kỹ thuật điện ảnh.